# Mangalur, Badami
Mangalur là một làng thuộc tehsil Badami, huyện Bagalkot, bang Karnataka, Ấn Độ.